# 小行星6558
小行星6558（英語：6558 Norizuki）是一颗围绕太阳公转的小行星。1991年4月14日，圓舘金、渡邊和郎在北见发现了此天体。
这颗小行星的绝对星等为6.75177等。